# Galatasaray Istanbul/Saison 1916/17
Die Saison 1916/17 von Galatasaray Istanbul war die 11. Saison in der Vereinsgeschichte und die 2. Saison in der İstanbul Cuma Ligi. Der Klub beendete die Saison auf dem 5. Platz und gewann diese zum ersten Mal.

## Personalien

### Kader
| Nat.                   | Name               |
| Torhüter               | Torhüter           |
| ---------------------- | ------------------ |
| Osmanisches Reich 1844 | İzzet              |
| Osmanisches Reich 1844 | Orhan              |
| Abwehr                 |                    |
| Osmanisches Reich 1844 | Ahmet Ali          |
| Osmanisches Reich 1844 | Sadi Karsan        |
| Mittelfeld             |                    |
| Osmanisches Reich 1844 | Necip Şahin Erson  |
| Osmanisches Reich 1844 | Hikmet             |
| Osmanisches Reich 1844 | Müfit              |
| Osmanisches Reich 1844 | Vehbi              |
| Angriff                |                    |
| Osmanisches Reich 1844 | Suphi Batur        |
| Osmanisches Reich 1844 | Namık Canko        |
| Osmanisches Reich 1844 | Hüseyin Eden       |
| Osmanisches Reich 1844 | Hilmi              |
| Osmanisches Reich 1844 | Kamil              |
| Osmanisches Reich 1844 | Fazıl Safi Köprülü |
| Deutsches Reich        | Emil Oberle        |
| Osmanisches Reich 1844 | Selami İzzet Sedes |
| Osmanisches Reich 1844 | Siret              |
| Osmanisches Reich 1844 | Refik Osman Top    |
| Osmanisches Reich 1844 | İsmet Uluğ         |

## Saison
Alle Ergebnisse aus Sicht von Galatasaray Istanbul.
Die Tabelle listet alle İstanbul-Futbol-Ligi des Vereins der Saison 1916/17 auf. Siege sind grün, Unentschieden gelb und Niederlagen rot markiert.

### İstanbul Futbol Ligi
| ST | Datum              | Gegner                     | Ergebnis |
| -- | ------------------ | -------------------------- | -------- |
| 01 | 22. September 1916 | Anadolu                    | 2:1      |
| 02 | 6. Oktober 1916    | Anadolu Hisarı İdman Yurdu | 2:1      |
| 03 | 10. November 1916  | Altınordu İdman Yurdu      | 0:2      |
| 04 | 8. Dezember 1916   | Süleymaniye                | 7:3      |
| 05 | 11. Dezember 1916  | Fenerbahçe Istanbul        | 1:4      |
| 06 | 5. Januar 1917     | Anadolu                    | 1:2      |
| 07 | 23. Februar 1917   | Altınordu İdman Yurdu      | 0:6      |
| 08 | 23. März 1917      | Süleymaniye                | 1:4      |
| 09 | 6. April 1917      | Fenerbahçe Istanbul        | 2:3      |